# Chauselle
La Chauselle, Chiusella en italien, Ciusèila en piémontais, est un torrent qui s’écoule le long de la vallée du même nom, dans le Canavais. Il naît au mont Mars, pour confluer dans la Doire Baltée, après un parcours de plus de 40 km. Le périmètre de son bassin hydrographique est de 83 km.

## Paléogéographie

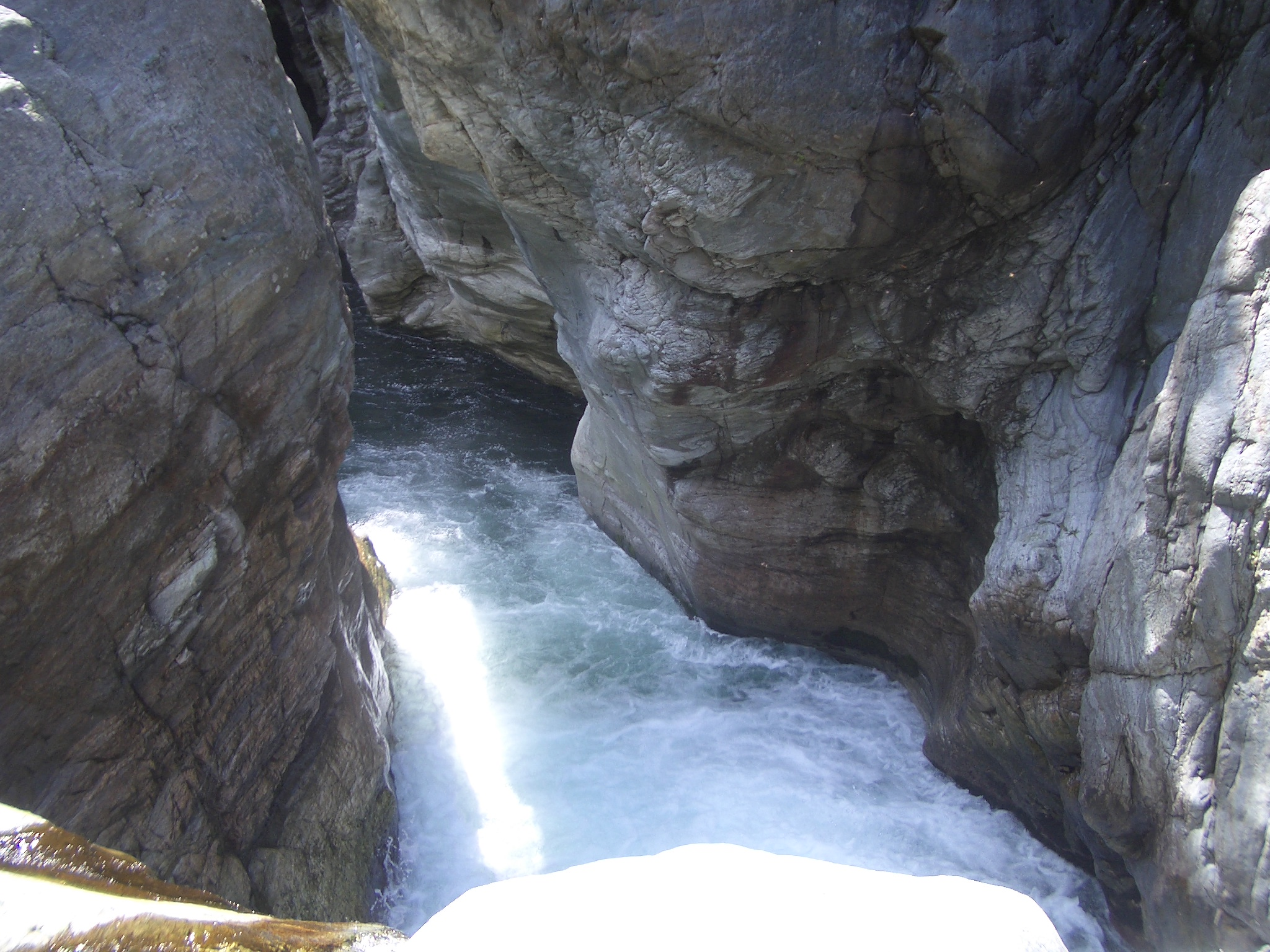
Les gorges de Garavot

Selon les géologues, le haut bassin hydrographique de la Chauselle fut, dans le passé, l’objet d’un phénomène de capture de la part de la Doire Baltée : il y a environ 150 000 ans, la Chauselle en aval de l’actuelle digue de la Gurzia devait s’écouler en direction sud-ouest pour aller confluer à la droite du torrent Orco. Avant la dernière glaciation, le soulèvement du massif montagneux changea la configuration et l’altimétrie du terrain autour du lac. L’importance de la pente et la friabilité du terrain, du côté oriental du torrent, augmentèrent l’effet érosif de celui-ci et le fit dévier vers la Doire Baltée.

## Parcours

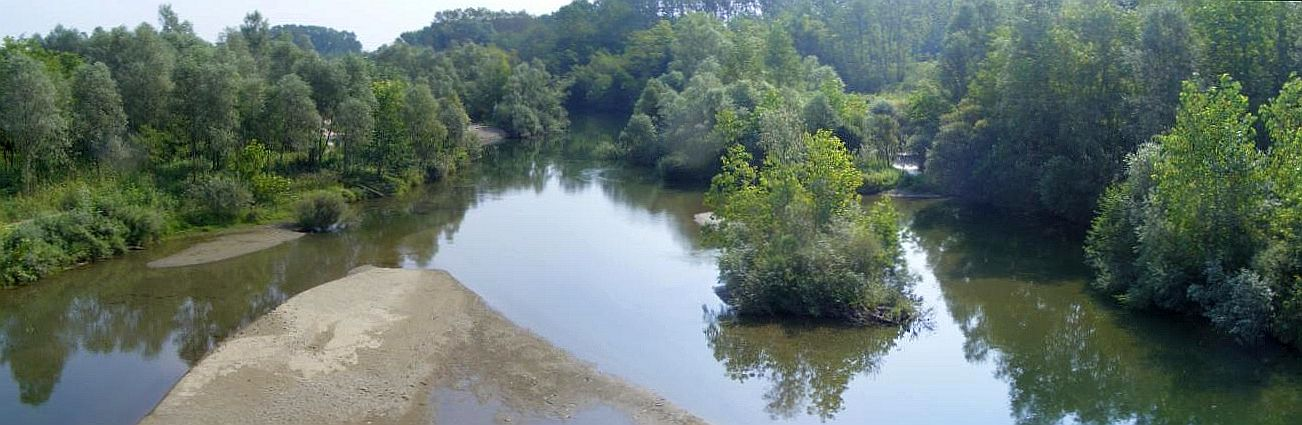
Le torrent en plaine

La Chauselle naît sur les pentes du mont Mars, parcourt la vallée du même nom, touche les communes de Traversella, Vico Canavese, Meugliano, Alice Superiore, puis près de Issiglio reçoit son principal affluent, le torrent Savenca, pour ensuite traverser les belles Gorges de Garavot dans la commune de Vistrorio et, près de Vidracco, son cours est coupé par la digue de la Gurzia. En aval du bassin hydraulique, la Chauselle passe par un profond goulet pour se diriger vers l’est en direction de la Doire Baltée où elle conflue près de Cerone de Strambino (223 m), après être passée sous l’autoroute A5, la RN26 et la voie ferrée Chivasso-Aoste.

## Principaux affluents
- À gauche:
  - torrent Dondogna;
  - torrent Tarva;
  - torrent Bersella;
  - rio Quaglia;
  - rio Ribes.
- À droite:
  - rio Sportore;
  - rio Ricordone;
  - rio Trueisa;
  - torrent Savenca

## Les ponts sur la Chauselle

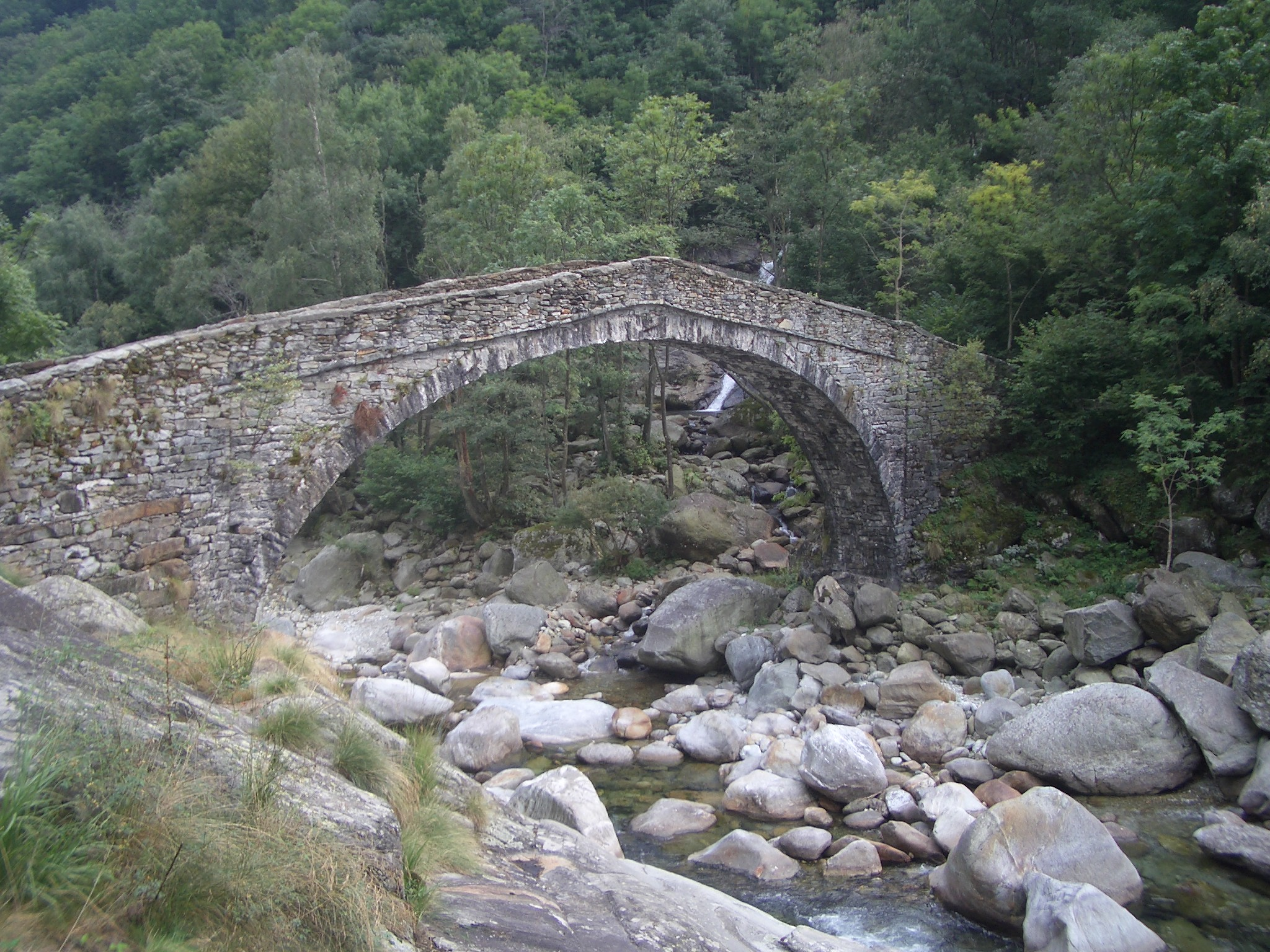
le pont dans le hameau de Chiara
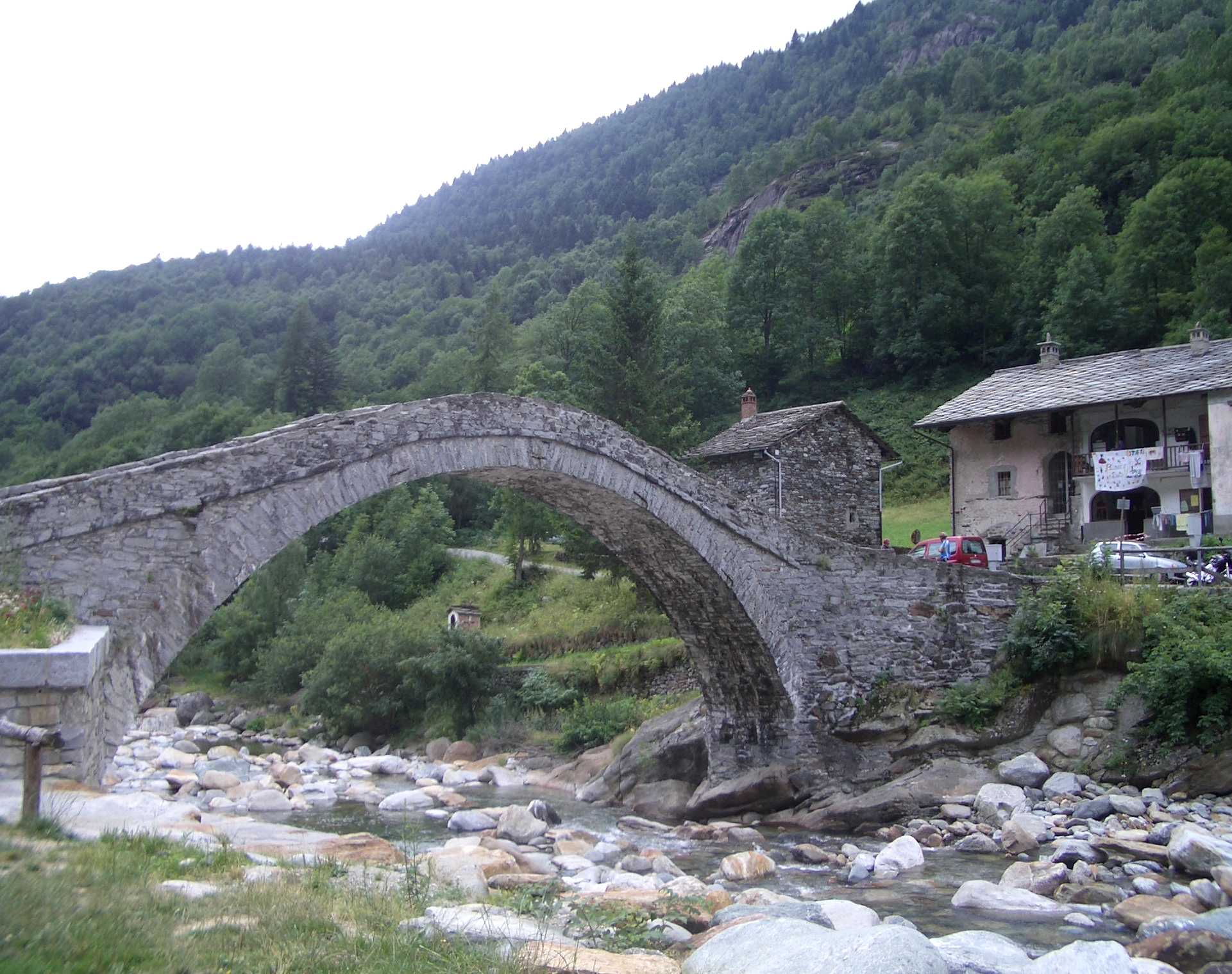
Le pont dans le hameau de Fondo de Traversella
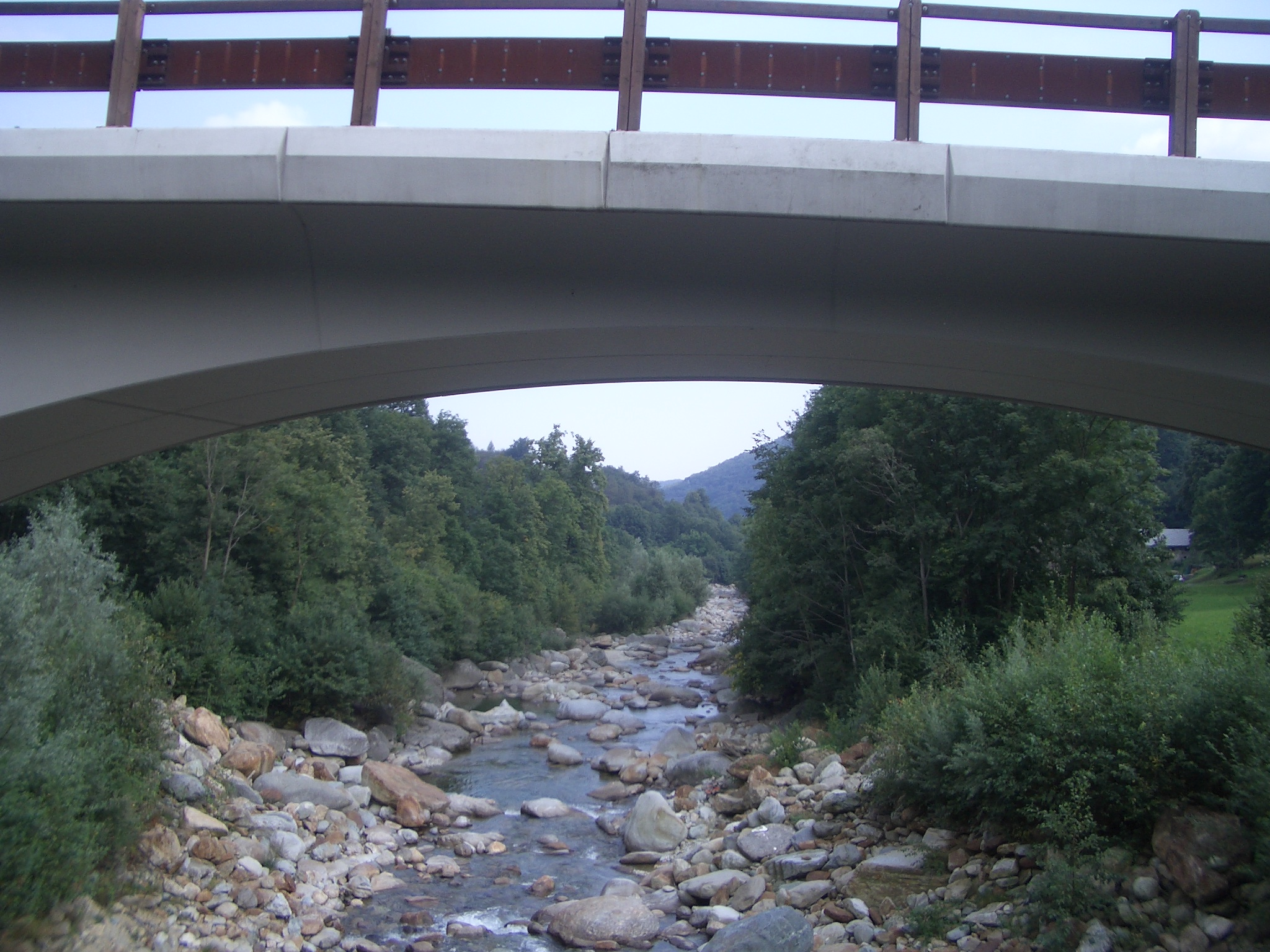
Le pont qui mène à Inverso
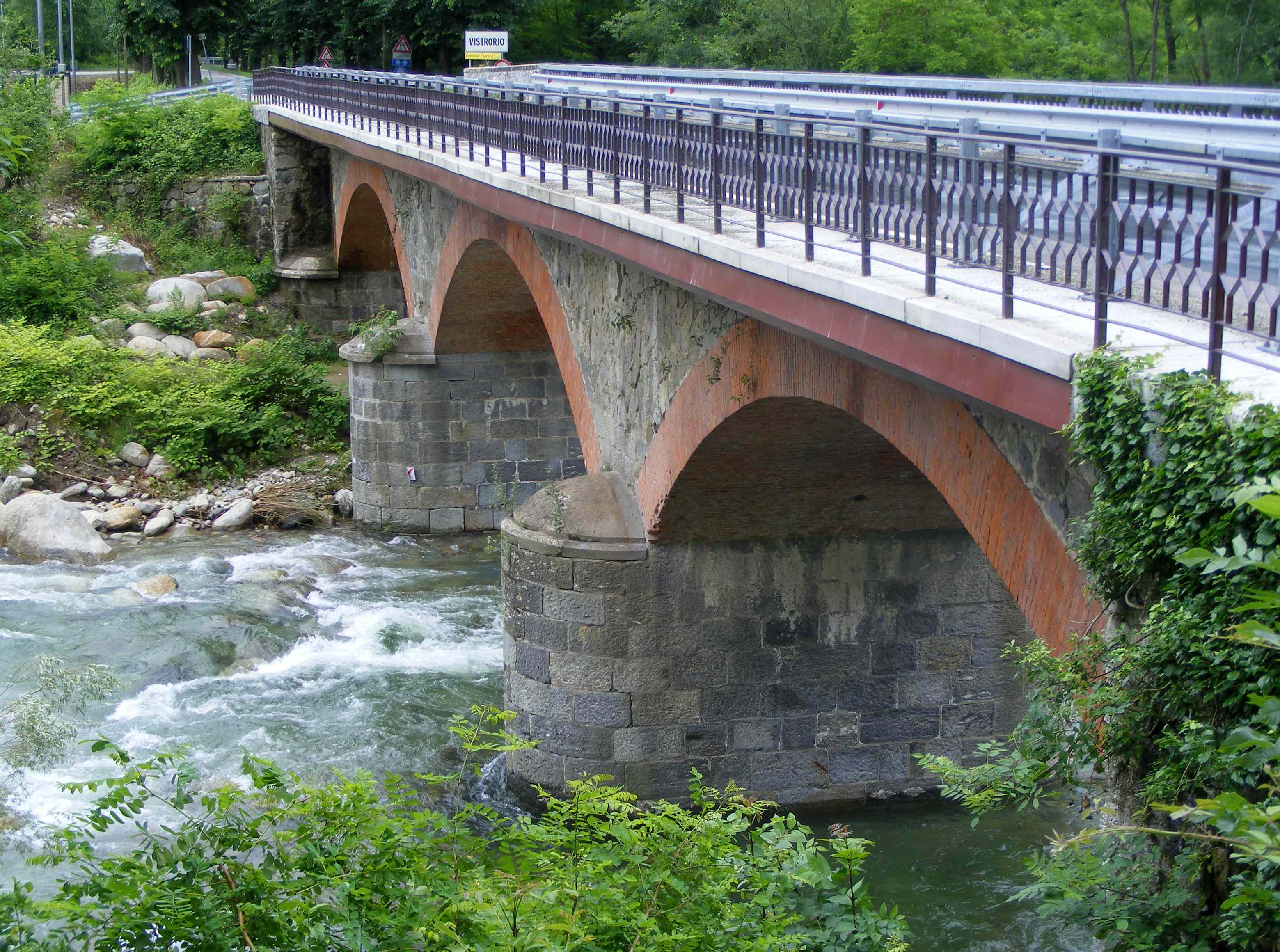
le pont entre Vistrorio et Issiglio
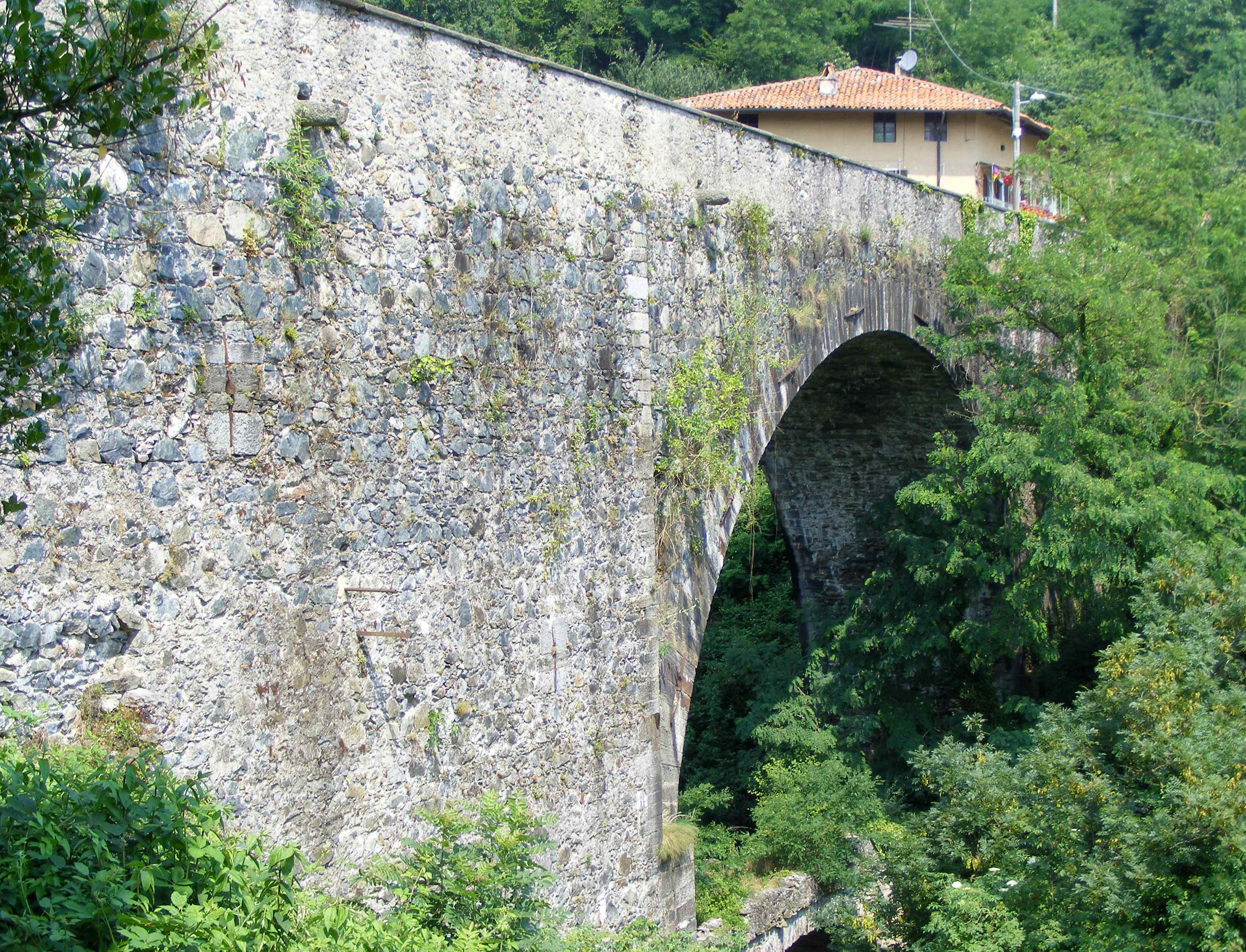
Le Ponte dei Preti (Strambinello) XVIIIe siècle
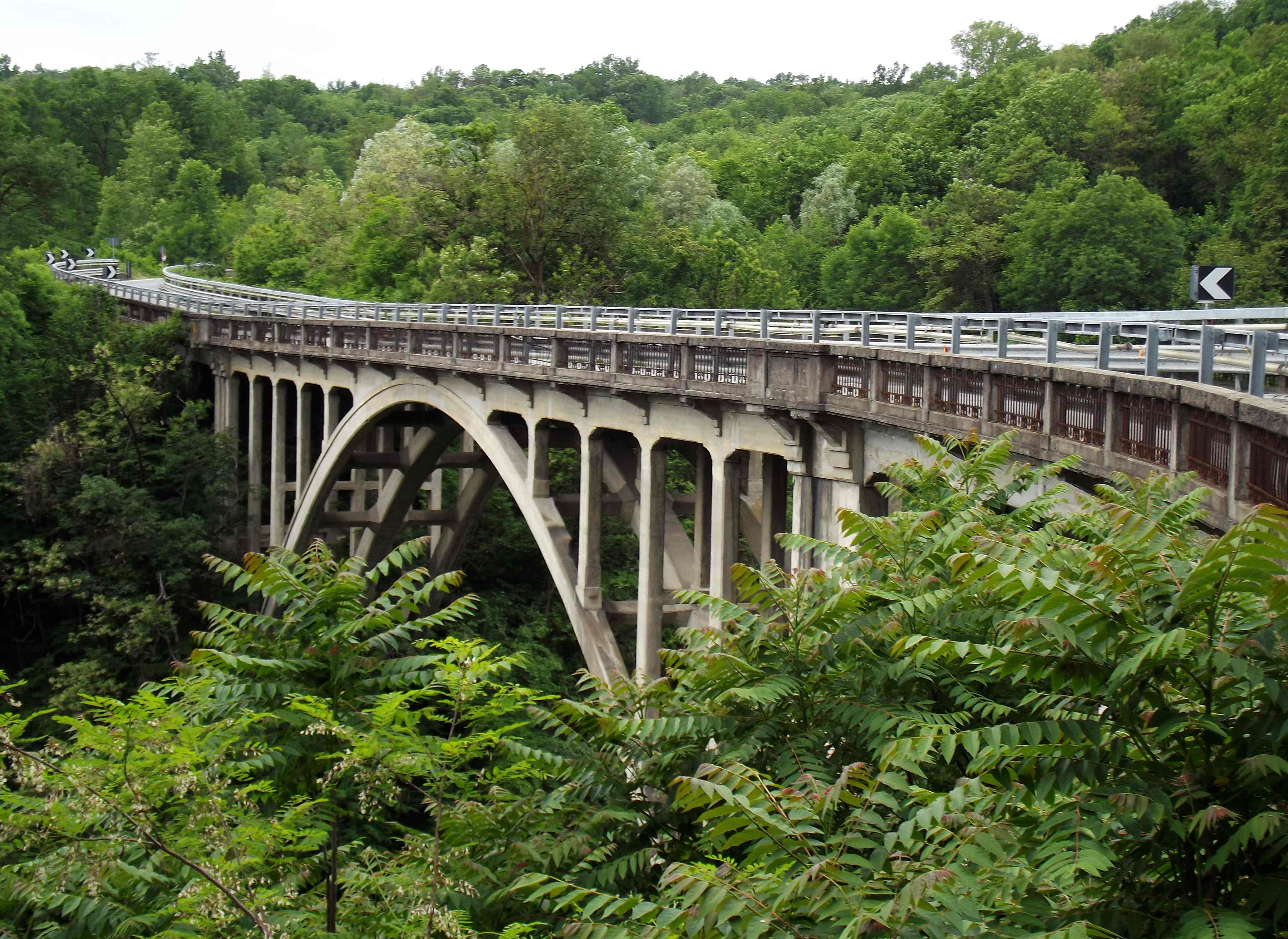
Le pont de l'ancienne RN 565 entre Strambinello et Baldissero Canavese
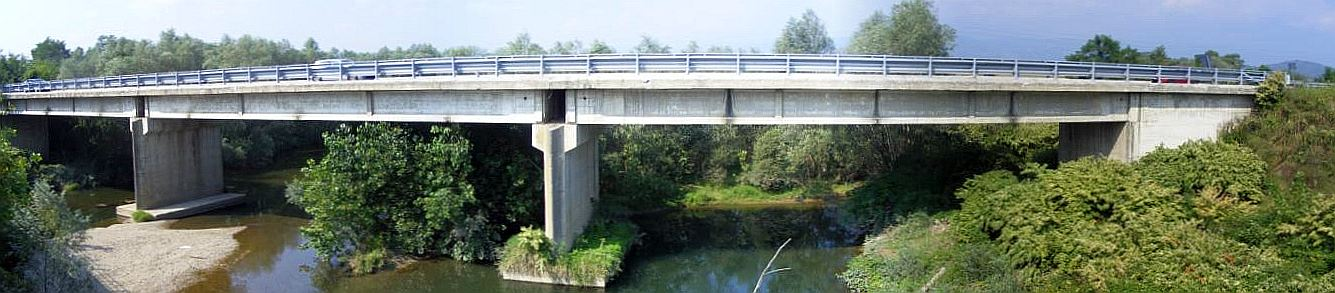
Le pont de l'ancienne RN26 (Romano Canavese)

## Sources
- (it) Cet article est partiellement ou en totalité issu de l’article de Wikipédia en italien intitulé « Chiusella » (voir la liste des auteurs).